# Alpaida muco
Alpaida muco Levi, 1988 è un ragno appartenente alla famiglia Araneidae.

## Etimologia
Il nome della specie deriva dal fiume colombiano nei pressi del quale sono stati rinvenuti gli esemplari: il Rio Muco.

## Caratteristiche
L'esemplare femminile rinvenuto ha dimensioni: cefalotorace lungo 1,7mm, largo 1,3mm; il primo femore misura 1,5mm e la patella e la tibia circa 1,8mm.

## Distribuzione
La specie è stata rinvenuta nella Colombia centrale: 20 km a nord del Rio Muco, nel dipartimento di Meta.

## Tassonomia
Al 2015 non sono note sottospecie e dal 1988 non sono stati esaminati nuovi esemplari.